# Bynepalli, Bangarapet
Bynepalli là một làng thuộc tehsil Bangarapet, huyện Kolar, bang Karnataka, Ấn Độ.